# جوقار
جُوقَار (أوجُوڤار) قرية تقع في معتمدية الفحص منولاية زغوان بالوسط التونسي، جنوب شرق مدينة الفحص.
تقع القرية الصغيرة على ارتفاع 350 متراً قريباً من نبع ماء طبيعي يعرف عين جوڤار الذي تتجمع به مياه الجبال المحيطة.

## تاريخ
عرفت القرية في العصر الروماني باسم Civitas Zuccharitana وتم استغلال نبع عين جوڤار منذ العصر الروماني فهي تمثل نهاية أحد فروع قناة شبكة قنواة مياه زغوان، التي تنقل المياه إلى صهاريج المعلقة في قرطاج.
الفروع الأخرى لهذه القناة تأتي من زغوان ويلتقي الفرعان في حي مغران خارج مدينة زغوان. غرفة تجمبع المياه في جوڤار مازالت مرئية اليوم. كانت في زمن الإمبراطورية الرومانية عبارة عن معبد مخصص للحوريات، معبد المياه يمكن أن بزوره السياح. في العصر البيزنطي تم بناء حصن لحماية مجمع المياه.
تخضع مجمعات المياه و القناة الرومانية و القلعة البيزنطية للدراسات الأثرية، وإنها في قائمة المعالم الأثارية المصنفة في ولاية زغوان.

## الثقافة
اقتبس شارل نيكول اسم قرية جوڤار في خطابه عندما حصل على جائزة نوبل في عام 1929: نظراً لأنه مريض، فقد سمح لزميله ومساعده بالذهب إلى جوڤار للتحقيق في وباء الحمى النمشية (التيفوس) بين السجناء. مات زميله ومساعده. كان يجب أن يرافقهم هذه التجربة  تميزه وهو يبحث عن كيفية محاربة هذا المرض حتى كشف دور القمل الجسم بناقل المرض.
جوڤار هو عنوان مقطوعة موسقية (طراز electro-pop) من وائل جغام غولة من عام 2022. تستخدم الموسيقي فيه أصوات مغنيات القرية.
قام بتصويرمسلسل رڤوج المخرج التونسي عبد الحميد بوشناق على القناة التلفزيونية الخاصة نسمة الجديدة رمضان 2024 ورڤوج هو اسم عكسي الاسم مدينة جُوڤارالتي دارت فيها المسلسل،.

## معلومات ملحوظة
في جوڤار المركز القطاعي للتكوين في المكانيك الفلاحي  (CSFPAMA). 
تم تنظيف مياه الصرف الصحى بالقرية منذ عام 2004 من خلال محطة معالجة بيولوجية تعتمد على النباتات المائية (نبات السدر، ورق البردي، السوسن إلج) . يعتبر المشروع الرائد هذا نموذجاً من المركز تونس الدولي لتكنولوجيا البيئة لأماكن أخرى في تونس.

### مواضيع ذات علاقة
- معتمدية الفحص.
- ولاية زغوان.